# دانيال آي. أكسلرود
دانيال آي. أكسلرود (بالإنجليزية: Daniel I. Axelrod)‏ هو إحاثي وأستاذ جامعي وجيولوجي وعالم نبات أمريكي، ولد في 16 يوليو 1910 في بروكلين في الولايات المتحدة، وتوفي في 2 يونيو 1998 في دافيس في الولايات المتحدة بسبب نوبة قلبية.